# Bar Sport (libro)
Bar Sport è il primo libro di Stefano Benni, pubblicato da Arnoldo Mondadori Editore nel marzo 1976.
È considerato un classico della narrativa umoristica italiana, e caratterizzato dalla particolare comicità di Benni, che presenta situazioni reali stereotipate, deformate ed estremizzate. Descrive in modo surreale la realtà dei bar italiani, soprattutto quelli di provincia. Sebbene sia stato pubblicato nel 1976, molte situazioni narrate sono ancora attuali.
Nel 1997 Benni pubblica da Feltrinelli il seguito, Bar Sport Duemila; e nel giugno dello stesso anno ripubblica Bar Sport col nuovo editore nella collana Universale Economica Feltrinelli. Nel 2016, in occasione dei quarant'anni dall'uscita dell'originale del 1976, è stato ripubblicato sempre da Feltrinelli in un'edizione speciale.
Nel 2011 è stato distribuito il film Bar Sport tratto dal romanzo, per la regia di Massimo Martelli, con un cast composto, tra gli altri, da Claudio Bisio, Antonio Catania, Giuseppe Battiston, Bob Messini, Antonio Cornacchione, Gianluca Impastato, Alessandro Sampaoli, Cristiano Pasca, Angela Finocchiaro, Lunetta Savino, Teo Teocoli, Stefano Bicocchi (Vito).

## La Luisona
Uno dei capitoli più celebri, diventato un'immagine iconica del libro, è quello dedicato alla "Luisona". Nella maggior parte dei bar dei paesi di provincia (di cui il "Bar Sport" è l'archetipo) la bacheca delle paste è "puramente coreografica" e le paste sono "ornamentali, veri e propri pezzi di artigianato". Tali paste non vengono mai acquistate e mangiate da nessuno e restano in bacheca per anni, fino a quando gli avventori iniziano a chiamarle familiarmente per nome.
La Luisona è la "decana delle paste" del Bar Sport. Risalente al 1959, è "una pastona bianca e nera, con sopra una spruzzata di granella in duralluminio". L'indigeribile pasta viene mangiata da un incauto rappresentante di Milano, che subisce le conseguenze del suo atto insensato: "fu trovato appena un'ora dopo, nella toilette di un autogrill di Modena, in preda ad atroci dolori".
In Bar Sport Duemila, il sequel di Bar Sport, viene presentata "La Palugona", torta tipica di Monzurlo (immaginario paese dell'Appennino) e parente stretta della Luisona. La caratteristica della Palugona (che tra gli ingredienti, oltre alla farina di castagne e ai canditi, ha anche ghiaia e segatura) è il forte coefficiente di impalugamento, cioè "la tendenza a formare un malloppo ostruttivo in bocca o in gola".
In Pane e tempesta (2009) Benni descrive il 'bar moderno': «Drink, lounge, funghi termici, gazebo, happy hour»; ovviamente «la matrona delle brioche che viveva per giorni nel cabaret delle paste, e si riproponeva, inesorabile, ogni mattina, si è estinta. Al suo posto gli avvenenti micro-bignè, che "nell'anemia saccarifera" del nostro tempo, come la definisce Benni, sono diventati il simbolo della colazione alimentarmente corretta»; Benni «ci toglie ogni speranza: la modernità fighetta ha ucciso la Luisona».
Il tema del 'bar moderno', con citazione d'obbligo della Luisona ("La Luisona, mitica maxipasta con crema rancida sfornata da Stefano Benni, oggi è stata sostituita da un croissant formato mignon ripieno ai mirtilli di coltura biologica Ogm-free"), è riproposto spesso anche sulla stampa, ed era peraltro già stato il soggetto di un apologo di Michele Serra in cui lo scrittore immagina, nel 2017, un vecchio Benni chiedere un caffè 'normale' a un "androide Barman Executive", e alla risposta dell'androide («Liftato? Bioenergetico? Macrodinamico? Diet? Alla genziana? Al salto? Al cartoccio? Barricato? Sterile? Climatizzato? E a quanti gradi? E in quale tazza?») esclama: «E sappia, comunque, che il suo bar fa schifo. Barista: Come si permette? È perfettamente a norma! Cliente: Per questo fa schifo. Dove sono gli scarafaggi? E la vecchia Luisona, la pasta barometro che cambia colore con il mutare del tempo?».
La Luisona compare anche nell'audiolibro Baldanders, letto dallo stesso Benni, con musica di Gianluigi Trovesi (un tema di ragtime "che ricorda vagamente la colonna sonora de La stangata") suonata, tra gli altri, da Paolo Fresu e Umberto Petrin (Roma, Full color sound, 2004).

## Edizioni
- Stefano Benni, Bar Sport, Milano, Arnoldo Mondadori, 1976.
- Stefano Benni, Bar Sport, collana Universale Economica Feltrinelli 1434, Milano, Giangiacomo Feltrinelli, 1997, ISBN 88-07-81434-X.